# Ulithi Municipality
Ulithi Municipality är en kommun i Mikronesiska federationen.   Den ligger i delstaten Yap, i den västra delen av landet, 2 100 km väster om huvudstaden Palikir. Antalet invånare är 773.